# リー・ディクソン
リー・マイケル・ディクソン（Lee Michael Dixon, 1964年3月17日 - ）は、イギリス・マンチェスター出身の元サッカー選手。現役時代のポジションは、ディフェンダー。元イングランド代表。80年代、90年代、2000年代の3つの異なる時代でリーグ優勝を経験した数少ない選手の一人。アーセナルでは15年間在籍して619試合に出場。この記録は現在、アーセナル歴代出場試合数4位である。

## 経歴

### クラブ
イギリスのマンチェスターで生まれた。少年時代は地元マンチェスター・シティのサポーターであった。1980年に学校を卒業すると、その年にバーンリーユースに入団。1982年に同チームでプロデビューを果たした。その後、チェスターFC(当時、チェスター・シティ)とベリーFCを経て5万ポンドの移籍金でストーク・シティFCに入団した。ストーク初年度の1986-87シーズン、右サイドバックとして50試合3ゴールを記録して素晴らしいパフォーマンスを見せた。1987-88シーズンは、38試合2ゴールを記録した。このときチームメイトだったスティーブ・ボールドとは素晴らしい守備の連携を築き、両者はアーセナルFCの目に留まる。1988年1月に37万5000ポンドの移籍金でアーセナルに引き抜かれた。その半年後にはスティーブ・ボールドもアーセナルに加入した。
右サイドバックのイングランド代表選手ヴィヴ・アンダーソンがマンチェスター・ユナイテッドFCに移籍したためその後釜としてジョージ・グラハムが率いるアーセナルへの加入であった。1部でプレーするのはこれが初めてであった。1988-89シーズンは、イングランド代表のケニー・サンソムが左サイドバックで起用されており、同じ左サイドバックを主戦場とするナイジェル・ウィンターバーンが右サイドバックの位置でプレーし信頼をつかんでいたことから、1988年2月にディクソンがルートン・タウンFC戦でデビューしてからシーズン終了まで出場機会は6試合に留まった。1989-90シーズンからはウィンターバーンが左サイドバックに戻ったので、背番号2番のシャツを引き継いでその後10年以上に渡り活躍した右サイドバックで出場機会を増やしていった。89-90シーズンには、リーグ戦全試合フル出場の偉業を達成した。リー・ディクソン、ナイジェル・ウィンターバーン、トニー・アダムス、マーティン・キーオンの4バックはフェイマス4と呼ばれ鉄壁の守備を誇り、数々のタイトル獲得に貢献する。1992-93シーズンにはカップ戦ダブル、1997-98シーズンにはプレミアリーグとFAカップのダブルを達成に貢献した。
2001-02シーズン、自身二度目のプレミアリーグとFAカップのダブルを達成してアダムスと同時に38歳で現役引退した。マンチェスター・ユナイテッドで長年に渡り不動の左サイドアタッカーとして活躍したライアン・ギグスは、2020年4月のインタビューで、「最も手ごわかった（マッチアップする）右サイドバックの選手」として、ディクソンの名前を挙げている。

### 代表
1990年4月のワールドカップ前の親善試合チェコスロバキア戦でイングランド代表デビューを果たした。しかし、ゲーリー・スティーヴンスとポール・パーカーに次いで右サイドバック三番手の立場であったため、1990 FIFAワールドカップ本戦の代表メンバーには選出されなかった。
ワールドカップ後に就任したグラハム・テイラーは、ディクソンを二人に代えて招集した。代表6試合目となるユーロ'92予選のアイルランド共和国戦において自身唯一の代表ゴールを決めた。1991年の終わりまでユーロ'92予選を含む11試合でプレーした。ユーロ'92直前に負傷したが、テイラーはディクソンをユーロ'92暫定メンバーに選出した。しかし、自宅で事故を起こしてイングランド代表から負傷離脱した。その後、ガリー・ネヴィルの台頭などもあり、代表から遠ざかる。
1999年1月下旬、当時の代表監督ハワード・ウィルキンソンは、最後に代表招集されてから5年以上経過していたディクソンを代表に招集した。2月のフランス代表との試合が代表最後の試合となった。
イングランド代表として22試合に出場したが、主要な大会でプレーすることは無かった。

### 引退後
引退後は、友人のシェフとともにレストラン「The Riverside Brasserie」経営などいくつかのビジネスを始めた。
また、BBCのいくつかのサッカー番組で専門家として出演。2012年7月からはITV Sportに移り、同様にITVの評論家で元サッカー選手であるロイ・キーンと良い関係を築いた。2013年からはNBCスポーツのプレミアリーグ中継で解説者として働いている。
2010年にはサイクリングに夢中になる。同年2月のサイクリングのチャリティ大会にも参加。同大会は、98万6000ポンドの寄付が集まった。

## タイトル

### クラブ
アーセナルFC
- フットボールリーグ1部 1988-89, 1990-91
- プレミアリーグ 1997-98, 2001-02
- FAカップ 1992-93, 1997-98, 2001-02
- フットボールリーグカップ 1992-93
- FAコミュニティ・シールド 1991, 1998, 1999
- UEFAカップウィナーズカップ 1993-94

### 個人
- PFA年間ベストイレブン 1989-90, 1990-91